# Campionato francese di rugby a 15 1957-1958
Il Campionato francese di rugby a 15 1957-58 fu vinto dal Lourdes che batté il SC Mazamet in finale. Fu il terzo successo consecutivo del FC Loudes, un record per il dopoguerra.

## Formula
Il torneo venne disputato da 48 squadre divise in 6 gironi da 8 squadre. Le prime cinque di ogni poule e le due migliori seste, per un totale di 32 si qualificarono per la fase ad eliminazione diretta.

## Contesto
- Il torneo delle Cinque Nazioni è stato vinto dall'Inghilterra , la Francia Francia ha concluso al terzo posto.
- Il Challenge Yves du Manoir è stato vinto dallo SC Mazamet che ha battuto lo Stade Montois per 3-0.
- A fine stagione 1957-58 la nazionale francese si è recata in tour in Sudafrica

## Fase di qualificazione
In grassetto le qualificate per la fase ad eliminazione diretta
| - FC Lourdes - CA Bègles - Paris Université Club - FC Auch - Cahors - Orthez - Biarritz Ol. - US Carmaux                           | - Racing club de France - SA Saint-Sever - FC Grenoble - SO Chambéry - AS Soustons - Saint-Girons SC - SC Tulle - US Cognac | - Lyon OU - SC Graulhet - Toulouse OEC - US Romans - CS Vienne - Stade lavelanétien - RC Vichy - Tarbes  |
| - Stade toulousain - CA Brive - Stade Rochelais - CA Périgueux - Stade aurillacois - US Montauban - AS Montferrand - Stade Montois | - SC Angoulême - USA Perpignan - Tyrosse RCS - Montélimar - Section paloise - La Voulte sportif - AS Béziers - RC Narbonne  | - Niort - US Dax - Aviron Bayonnais - US Bergerac - SU Agen - SC Mazamet - Castres Olympique - RC Toulon |

## Sedicesimi di finale
In grassetto le qualificate agli ottavi di finale
| Squadra 1             | Squadra 2          | Risultato |
| --------------------- | ------------------ | --------- |
| FC Lourdes            | Biarritz olympique | 27-3      |
| Toulouse OEC          | US Cognac          | 3-0       |
| Stade toulousain      | La Voulte          | 8-6       |
| AS Béziers            | US Montauban       | 6-3       |
| Stade Montois         | SO Chambéry        | 16-3      |
| Section Paloise       | US Romans          | 9-6       |
| USA Perpignan         | US Dax             | 11-5      |
| SU Agen               | Castres Olympique  | 8-3       |
| SC Mazamet            | RC Vichy           | 37-0      |
| Aviron bayonnais      | US Carmaux         | 18-9      |
| FC Grenoble           | Tarbes             | 14-9      |
| SC Tulle              | Cahors             | 3-0       |
| Paris Université club | SC Graulhet        | 17-3      |
| CS Vienne             | FC Auch            | 6-0       |
| Racing club de France | AS Montferrand     | 6-3       |
| CA Périgueux          | SC Angoulême       | 5-0       |

## Ottavi di finale
In grassetto le qualificate ai quarti di finale
| Squadra 1             | Squadra 2        | Risultato |
| --------------------- | ---------------- | --------- |
| FC Lourdes            | Toulouse OEC     | 13-3      |
| Stade toulousain      | AS Béziers       | 8-13      |
| Stade Montois         | Section Paloise  | 0-3       |
| USA Perpignan         | SU Agen          | 5-3       |
| SC Mazamet            | Aviron Bayonnais | 11-3      |
| FC Grenoble           | SC Tulle         | 6-6       |
| Paris Université      | CS Vienne        | 15-12     |
| Racing club de France | CA Périgueux     | 5-6       |

## Quarti di finale
In grassetto le qualificate alle semifinali
| Squadra 1             | Squadra 2     | Risultato |
| --------------------- | ------------- | --------- |
| FC Lourdes            | AS Béziers    | 8-0       |
| Section Paloise       | USA Perpignan | 11-8      |
| SC Mazamet            | FC Grenoble   | 14-0      |
| Paris Université Club | CA Périgueux  | 16-9      |

## Semifinali
| Squadra 1  | Squadra 2             | Risultato |
| ---------- | --------------------- | --------- |
| FC Lourdes | Section Paloise       | 13-6      |
| SC Mazamet | Paris Université Club | 18-6      |

## Finale
| Arbitro: | Fernand Sampiéri |

| |            | |
| mete: Jean Prat Tarricq (2) trasf. Labazuy 3 c.p. Labazuy 3 drop: Jean Prat | Marcatori  | mete: Quaglio trasf. Duffaut c.p. Duffaut |
| Jean-Louis Taillantou, Pierre Deslus, Thomas Manterola, André Laffond, Louis Guinle, Henri Domec, Jean Prat, Jean Barthe, François Labazuy, Antoine Labazuy, Pierre Tarricq, Roger Martine, Maurice Prat, Henri Rancoule, Pierre Lacaze | Formazioni | Dominique Manterola, Guy Lacoste, Georges Bienes, André Masbou, Lucien Mias, Yvan Duffour, Aldo Quaglio, Jean Arrambide, Jacques Serin, Emile Duffaut, André Fort, Maurice Pastre, Guy Roques, Jacques Lepatey, Etienne Jougla |